# Leptomantella bakeri
Leptomantella bakeri är en bönsyrseart som beskrevs av Morgan Hebard 1920. Leptomantella bakeri ingår i släktet Leptomantella och familjen Tarachodidae. Inga underarter finns listade i Catalogue of Life.